# Scipion de Nicolaÿ
Scipion-Cyprien-Jules-Louis-Martin-Marie-Élisabeth de Nicolaÿ est un haut fonctionnaire et homme politique français, né le 1er septembre 1780 à Avignon et décédé le 3 novembre 1843 à Osny.

## Biographie
Il est le fils de Louis-Guillaume-Scipion-Jean de Nicolaÿ et de Félicité Marie-Élisabeth de Jarente. 
Il est nommé, en janvier 1810, auditeur au conseil d'État, puis attaché à l'administration des forêts dans la section de législation. Il entre ensuite dans l'administration militaire et est, pendant cinq mois, intendant du gouvernement de Wilna. 
Après la retraite de Russie, il est nommé préfet de la Doire (12 mars 1813), de l'Ariège (10 juin 1814), de l'Aisne (10 juillet 1815), et devient, en 1820, président du collège électoral de ce dernier département. 
Élu, le 13 novembre 1820, député du grand collège de l'Aisne, et réélu, le 6 mars 1824, il prend place parmi les modérés et ne vote point les lois d'exception. Aux élections de 1827, il rentre dans la vie privée.
Il fut maire d'Osny de 1826 à 1830, puis à nouveau de 1832 à 1838, avant de s'éteindre en son château de Busagny dans la même commune le 3 novembre 1843.

### Distinction
- Officier de la Légion d'honneur

### Mariage et descendance
Il épouse Marie de Lameth, fille de Charles Malo de Lameth et Marie de Picot. Les mémoires inédits de Mme de Nicolaÿ témoignent de la vie de ses parents au moment de la Révolution.
Dont trois enfants :
- Clémence Caroline Félicité Octavie Marie de Nicolaÿ (Paris, 26 mai 1804 - Corcy, 2 novembre 1889), mariée en 1823 avec Eugène Claude Marquet de Montbreton (1792-1860) ;
- Scipion de Nicolaÿ, maire d'Osny (1809-1877), marié en 1831 avec Amélie Hébert de Beauvoir (1812-1890) ;
- Marie Clémence Alexandrine de Nicolaÿ (Paris, 24 octobre 1815 - Paris, 15 février 1876), mariée en 1838 avec Adelbert Louis Raoul de Léautaud (1812-1882).